# Mr. Lordi
Pour les articles homonymes, voir Putaansuu.
 (janvier 2019).
Si vous disposez d'ouvrages ou d'articles de référence ou si vous connaissez des sites web de qualité traitant du thème abordé ici, merci de compléter l'article en donnant les références utiles à sa vérifiabilité et en les liant à la section « Notes et références ».
Mr. Lordi, de son vrai nom Tomi Petteri Putaansuu, né le 15 février 1974 à Rovaniemi (Finlande), est le chanteur principal du groupe finlandais de hard rock/heavy metal Lordi.

## Biographie

### Enfance et débuts (1974-1992)
Tomi Petteri Putaansuu naît le 15 février 1974 à Rovaniemi. Dès son plus jeune âge, il s'intéresse aux monstres et aux effets spéciaux, en majeure partie dans les films d'horreur. Il découvrira le heavy metal à l'âge de 8 ans, grâce à son ami Risto Niemi. Il s'intéresse notamment à Alice Cooper, Kiss et Twisted Sisters, notamment pour les performances visuelles de ces derniers.
Même s'il connaît des difficultés à l'école (excepté pour la musique et le dessin), Tomi produit ses propres films d'horreur avec ses amis, en tant que réalisateur et créateur d'effets spéciaux. Il recevra même plusieurs récompenses pour ses films, ainsi que l'honneur de représenter la Finlande lors des festivals internationaux de films. Un des personnages de ses films, prénommé "Roikottaja", sera une des principales sources d'inspiration pour son personnage de Mr. Lordi.

### Activité avec Lordi (Depuis 1992)
En 1992, il fonde Lordi, alors qu'il a 18 ans. Il produit sa première démo en 1993 et intitulée "Napalm Market". Il joue de tous les instruments, à l'exception des solos de guitare. Il décrit alors le son de Lordi comme "un son de Kiss de 1983, repris par Pantera en 1992 et remixé par Puff Daddy".
Quelques années après, il est diplômé d'un baccalauréat d'arts, spécialisé dans l'édition audiovisuelle. Il produit en 1995 le premier clip vidéo de Lordi, "Inferno", qui est une compilation de sept minutes d'horreur et de heavy metal. Il y crée toutes les décorations et les masques. Il chante même dans le clip, mais sans maquillage.
Lors d'un voyage en Suède avec la Kiss Army finlandaise, il rencontre les futurs membres de Lordi, à savoir Amen, Enary et G-Stealer. Le projet devient alors un groupe à part entière. Même s'il se consacre à son groupe, Mr. Lordi travaille en tant qu'artiste storyboard pour des producteurs finlandais. Il produit l'album "Bend Over and Pray the Lord" en 1999, mais faute d'éditeurs intéressés, l'album n'est finalement pas publié.
En 2002, le premier album de Lordi, "Get Heavy", est publié sous BMG Finland, premier éditeur à s'être intéressé au groupe. Mr. Lordi crée alors la pochette de l'album, les masques, les costumes des membres du groupe et la plupart des chansons.

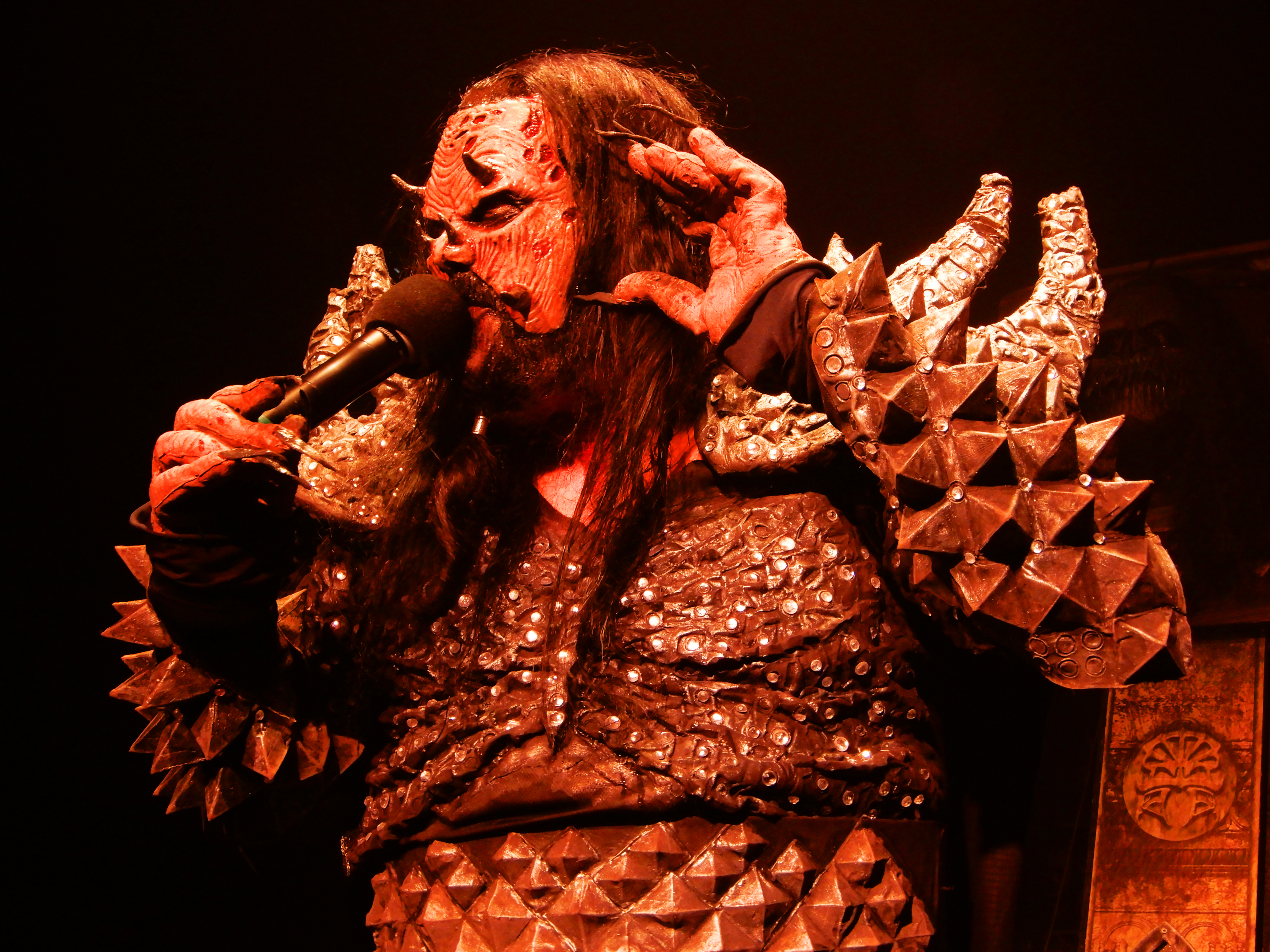
Mr Lordi à Nantes le 3 mars 2020

Après la publication de l'album "The Monsterican Dream" en 2004, son groupe participe au Concours Eurovision de la Chanson 2006 et remporte celui-ci avec 292 points, le plus haut score de l'histoire du concours. Ce score sera battu en 2009 par Alexander Rybak. Mr. Lordi, comme les autres membres du groupe, se présente en public toujours costumé et maquillé, pour préserver son anonymat. Peu après l'Eurovision, il perd en partie ce dernier à cause de la publication d'une de ses photos prises dans les années 1990 en tant que président de la Kiss Army finlandaise, où il apparait sans costume et sans maquillage.

## Vie privée
Mr. Lordi s'est marié avec sa compagne de longue date et assistante Johanna Askola en août 2006 à Rovaniemi. Originellement prévu en mai 2006, le mariage est reporté en raison du succès inattendu du single Hard Rock Hallelujah. Divorcé depuis peu, il côtoie désormais une nouvelle femme.[Quand ?]

## Apparitions d'invités
- Artistes variés: Rovaniemi Rokkaa (1992) - comprend la chanson "You're Dead Wrong" de Wanda Whips Wall Street
- Kadatheron: Studio Session (Démo) (1993) - Couverture (comme "Lordi")
- Divers artistes: Rockmurskaa (1995) - comprend la chanson "Inferno" de Lordi et la chanson "Caught the Black Fire" de Wanda Whips Wall Street
- Rotten Sound: Psychotic Veterinarian (EP) (1995) - Couverture, livret (comme "Tomi Putaansuu")
- Grandevils: Grandevils (2005) – Mr Lordi présentant les chansons "Grandevils" et "Play and Party"
- Domination Black: Fearbringer (2005) – Artwork
- Agnes Pihlava: When the Night Falls (2006) - comprend la chanson écrite de Mr Lordi "Danger in Love"
- Martti Servo & Napander: Täältä pesee! (2007) - Mr Lordi avec la chanson "BoogieWoogieReggaePartyRockn'RollMan"
- Divers artistes: Welcome to Hellsinki (single, 2007) – Mr Lordi avec le single
- Domination Black: Haunting (EP, 2008) – Mr Lordi avec la chanson "The House of 1000 Eyes"
- 1827 Infernal Musical: 1827 Infernal Musical (CD, 2010) - comprend la chanson écrite de Mr Lordi "Devil's crashing the party"
- Neljänsuora: Valtava Maailma (2011) - comprend la chanson écrite de Mr Lordi "Testamentti"
- Martti Servo: RoPS- Sinisellen Sydämelä (chanson, 2013) - chanson écrite par Mr Lordi
- Naked Idol: Filthy Fairies (EP, 2013) – Mr Lordi avec la chanson "Filthy Fairies"
- Doro: Strong and Proud – (30 Years Of Rock And Metal) (2016) – Lordi a présenté les chansons "Hard Rock Halleujah", "Bad Blood" et "All We Are"
- Silver Dust: House 21 (2018) - Mr Lordi a interprété "Bette Davis Eyes"
- Max Raabe & Palast Orchestra: MTV Unplugged (2019) - Mr Lordi a interprété "Just A Gigolo"
- Black Sun: Silent Enemy (EP) (2020) – Mr Lordi en vedette sur "Still Alive"
- Waltari: 3rd Decade – Anniversary Edition (2021) – Lordi a interprété "Lights On 2021"
- Circus of Rock: Lost Behind The Mask (2023) - Mr Lordi a interprété "Nine Lives"